# Ernst Eklund
Ernst Eklund, nome completo Ernst Olof Eklund (Östervåla, 6 agosto 1882 – Stoccolma, 3 agosto 1971), è stato un attore, commediografo e regista cinematografico svedese, oltre che direttore teatrale.

## Biografia
Eklund fu una personalità singolare e dotata di numerosi interessi nel mondo dello spettacolo.
Iniziò la sua carriera sul palcoscenico come cantante, poi fu attore di prosa, infine direttore di compagnie teatrali, oltre che di teatri e infine anche regista.
Si avvicinò al cinema nel 1910 ed anche in questo campo sperimentò la propria vocazione di attore e le qualità di regista.
Tra i numerosi impegni di Eklund si può ricordare e menzionare la direzione del Konserthusteater, che rappresentò una parentesi sperimentale di alto livello in una serie di imprese destinate soprattutto ad esiti commerciali, anche se sempre di sicura dignità artistica.
Come attore si distinse per il suo carattere, elegante e sottile.
Come autore è ricordato per un dramma di intonazione popolare, Niente altro che una serva (Bara en Piga, 1918) e due drammi storici: La battaglia per la libertà (Fribetsfejden, 1935) e La guardia del corpo (Drabanter, 1937).
La moglie Alice (Stoccolma, 1896), una delle maggiori attrici svedesi, fu 'prima donna' nelle compagnie di Eklind per oltre un quarto di secolo.
Si ricorda, tra le altre creazioni, una sua Mirandolina ne La locandiera di Carlo Goldoni. Anche il loro figlio Nils è un attore (n. 1927).

## Teatro
- Niente altro che una serva (Bara en Piga, 1918);
- La battaglia per la libertà (Fribetsfejden, 1935);
- La guardia del corpo (Drabanter, 1937).

## Cinematografia
- Crisi (Kris), diretto da Ingmar Bergman (1946).